# الحارس (فلم 2009)
الحارس (بالإنجليزية: The Keeper) هو فيلم حركة وجريمة تم إنتاجه في الولايات المتحدة وصدر سنة 2009 بطولة ستيفين سيغال.

## القصة
رولان سالينجر شرطي في قوات لوس أنجلوس ينجو من الموت بعد محاولة زميله الفاسد في العمل قتله يتم إنهاء خدمة رولان لأسباب طبية فيرتحل إلى سان أنطونيو حيث يعرض عليه وظيفة حارس شخصي لابنة أحد رجال الأعمال رجل الأعمال كان صديقًا قديمًا لرولان ويعمل معه وقتما كان الاثنان يعملان في الشرطة يتم اختطاف الفتاة فيقرر رولان البحث عنها وإنقاذها

## الميزانية والإيرادات
كلف الفيلم 10 ملايين دولار.

## وصلات خارجية
- مقالات تستعمل روابط فنية بلا صلة مع ويكي بيانات

الحارس على IMDb
الحارس على Rotten Tomatos